# Web Catalog Service
El Servicio de Catálogo es un estándar diseñado por el Open Geospatial Consortium, el cual define una interfaz común para el descubrimiento, búsqueda y consulta de metadatos relacionados con datos, servicios y recursos de tipo geográfico.